# Беноа Кое
Беноа̀ Коѐ (на френски: Benoît Cauet) е бивш френски футболист, полузащитник.

## Кариера
Юноша на АСПТТ Нант Франция от 1983 до 1985 и на Олимпик Марсилия Франция от 1985 до 1987. Играе като полузащитник и дефанзивен халф, дебютира за Олимпик Марсилия Франция през февруари 1988. Поради контузия не играе много през следващия сезон, но печели две шампионски титли с Олимпик Марсилия Франция през 1988/89 и 1989/90, както и купа на Франция през 1988/89. През 1990 преминава в Кан Франция, за да може да играе повече и остава там до 1994, като се налага като основен футболист в тима. През 1994 подписва с Нант Франция, като печели шампионска титла за сезон 1994/95 и стига до полуфинал в Шампионската лига през следващата година. През 1996/97 играе за Пари Сен Жермен Франция като печели сребърните медали във Франция и губи финала на КНК. През 1997 е привлечен в състава на Интернационале Милано Италия и играе много силно в първите три сезона в Италия, като печели купата на УЕФА с Интер Милано Италия през сезон 1997/98, купата на Италия за 1997/98, а и е избран за най-добър играч от феновете за 1999. През 2001 преминава в Торино Италия, след което през 2002 подписва с Комо Италия. През 2003 се завръща във Франция в тима на Бастия Франция. През сезон 2004/05 играе за ЦСКА като печели шампионска титла с червения гранд. През 2005/06 играе за Сион Швейцария като печели купа на Швейцария за същия сезон.
След приключване на кариерата си на футболист започва работа в Академия Интернационале Милано Италия в периода 2010 до 2012. След това започва да води различни юношески отбори на Интер Милано Италия от 2012 до юни 2016. От юни 2016 до декември 2018 е скаут в отбора на Интер Милано Италия за млади футболисти. Интересен факт е, че през март 2015 името му се спряга за сигурен нов треньор на ЦСКА, но до договор не се стига. Освен като треньор, работи като коментатор и спортен журналист. От януари 2019 до февруари 2020 е старши треньор на Конкарно Франция.